# Niedział
Niedział – pojęcie prawne funkcjonujące w patrymonialnych państwach europejskich, w szczątkowej formie utrzymujące się do nowożytności, oznaczające formę własności zbiorowej (nie mylić z rzymską współwłasnością) wspólnoty rodzinnej na nieruchomości. Uczestnicy niedziału nie mieli indywidualnej własności idealnych części ułamkowych rzeczy, a władali wspólnie całością rzeczy. Prawa własności zbiorowej były także niezbywalne. Niedział nazywany był też własnością pospólnej ręki.
Funkcjonował wówczas, gdy chciano ograniczyć nadmierny podział własności między dziedziców. Ustanawiano go między osobami mającymi pełną zdolność do czynności prawnych (np. niedział ojcowski, ustanawiany przez ojca po osiągnięciu przez synów tzw. wieku sprawnego). Wtedy uprawnienia ojca były stosunkowo największe, gdyż sprawował zarząd nad rzeczą własną zbiorowo.
Miał te zalety, że śmierć jednego właściciela nie miała wpływu na prawo podmiotowe pozostałych. Nie było więc sytuacji, jaka miała miejsce w przypadku spadku, że dana rzecz chwilowo nie miała właściciela, ani jak w przypadku współwłasności, ułamku własności zmarłego współwłaściciela nie otrzymywali proporcjonalnie pozostali współwłaściciele.
Po śmierci ojca powstawał tzw. niedział braterski, a jego właścicieli nazywano braćmi niedzielnymi. Wbrew tej nazwie od XIII wieku do własności zbiorowej dopuszczone były także niezamężne kobiety.
Istniał także niedział częściowy na lasach, zbiornikach wodnych, łąkach i pastwiskach, gdy uczestnicy dysponowali własnością indywidualną na gruntach ornych.
Pochodną formą niedziału rodzinnego była zbiorowa własność wspólnoty wiejskiej na łąkach i lasach.
Niedział zanikał u progu ustroju stanowego na skutek rozwoju własności indywidualnej; w Polsce utrzymał się jedynie na Mazowszu i Podlasiu wśród szlachty zaściankowej.